# Kalfjeslaan

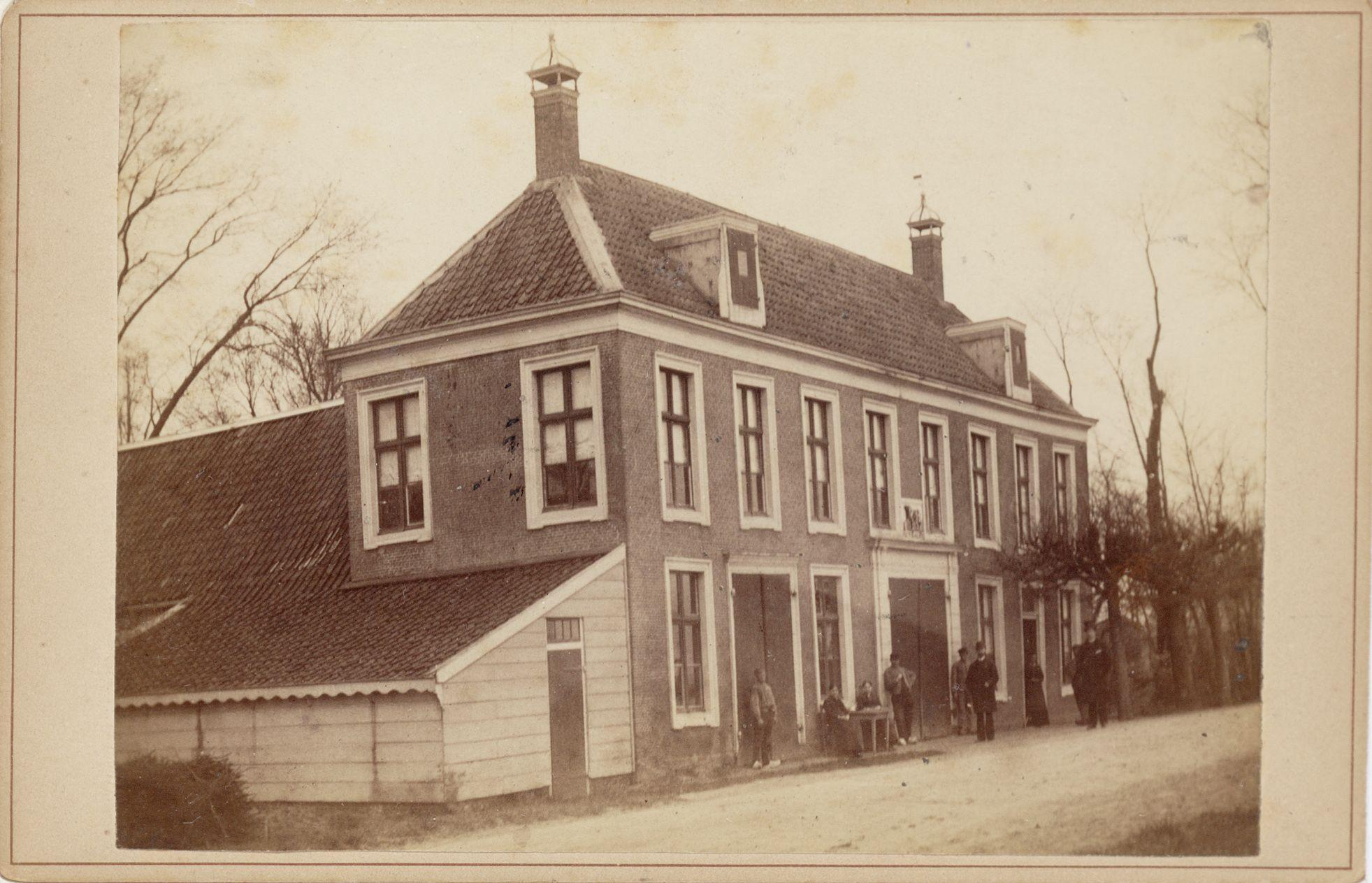
't Oude Kalfje rond 1890

De Kalfjeslaan is een laan in Amsterdam-Zuid, Buitenveldert.

## Geschiedenis en ligging
De naam Kalfjeslaan is afgeleid van de naam van een voormalige oude herberg  't Kalfje op de hoek bij de Amstel. Deze herberg was genoemd naar de eigenaar die hem in 1670 had geopend, Jan Claesz Kalf. De laan zelf is echter veel ouder. De oude verbindingsweg tussen tussen de Amstel en de Amstelveenseweg wordt als 't Cleine Loopvelt 
('t Kleine Loopveld) al vermeld op zestiende-eeuwse landkaarten. De naam  't Kleine Loopveld is de tegenhanger van het Het Grote Loopveld, nu de Ouderkerkerlaan, de verbindingsweg tussen het oude dorp Amstelveen en Ouderkerk aan de Amstel. Voorheen lag die weg in de Ambachtsheerlijkheid van Amstelveen en Nieuwer-Amstel, die in 1795 overging in de gemeente Nieuwer-Amstel. 
De gemeente Nieuwer-Amstel liet in 1892 zuidelijk van de huidige Kalfjeslaan een door slagturven uitgegraven meer droogleggen. Het droog komende land kreeg de naam Middelpolder. Vanaf de Kalfjeslaan is nog goed te zien dat het maaiveld ten zuiden lager ligt dan ten noorden.
In 1921 annexeerde de gemeente Amsterdam (weer) een deel van Nieuwer-Amstel, waardoor de Kalfjeslaan in Amsterdam kwam te liggen. Sindsdien ligt hier de gemeentegrens, eerst met Nieuwer-Amstel, sinds 1964 met Amstelveen. De zuidelijke kade van de laan behoort nog aan Amsterdam toe; de naastliggende bermsloot ligt in Amstelveen. De gemeentegrens loopt bijna als een rechte lijn van oost naar west.  
De boomrijke Kalfjeslaan veranderde in de hongerwinter door illegale kap (houtroof) in een kale polderweg. Na de oorlog is de bomenrij hersteld. Ten noorden van de Kalfjeslaan is vanaf 1958 de wijk Buitenveldert gebouwd. In de jaren 1990-1999 richtte de gemeente Amsterdam een groenstrook ten noorden van de Kalfjeslaan in als een ecolint langs de zuidoostrand van Amsterdam, waarvan 't Kleine Loopveld een onderdeel is.

### 21e eeuw
De Kalfjeslaan is tegenwoordig een smalle weg, bestemd voor fietsers en wandelaars. Alleen de uiteinden
zijn voor gemotoriseerd verkeer opengesteld, te weten het oostelijk deel van de Amstel tot de oostrand van Kronenburg en het westelijk deel van de de Rentmeesterlaan tot de Amstelveenseweg. 
In februari 2012 is de gemeente Amsterdam gestart met houtkap, om de groenstrook ten westen van de Buitenveldertselaan vrij te maken voor schooltuintjes. Deze schooltuintjes hadden bij het VU medisch centrum plaats moeten maken voor nieuwbouw.
De bomen van zowel de Kalfjeslaan als van het park van de voormalige herberg 't Kalfje zijn rijk aan mossen en korstmossen, waaronder ook zeldzame soorten. In het park van 't Kalfje werd het Gewoon schriftmos (Graphis scripta) gevonden, een soort die daar ook rond 1850 werd vastgesteld.

## Gebouwen
Alhoewel de laan kilometers lang is, kent het slechts negentien huisnummers variërend tussen 28 en 400. De huisnummering loopt van oost naar west, een overblijfsel uit de Nieuwer-Amsteltijd. De naamgever van de laan, de herberg 't Kalfje is na een brand in 1967 gesloopt. In de naaste omgeving, ten zuidwesten van de kruising van Amsteldijk en Kalfjeslaanaan, ligt het restaurant Klein Kalfje op Amsteldijk 355, dat ook in de 21e eeuw nog een geliefde rustplaats is voor omwonenden en toeristen. De gemeentegrens loopt dwars door het etablissement.

## Bruggen
Om van de Kalfjeslaan in Amsterdam-Zuid of Amstelveen te geraken moet men steevast gebruik maken van bruggen, naar het zuiden liggen ze op Amstelveens grondgebied, naar het noorden op Amsterdams. Een uitzondering is brug 38P; een brug naar de Kostverlorenweg in Amstelveen, die op Amstelveens grondgebied ligt, maar in beheer is bij Amsterdam. Het heeft voor deze afwijking een P achter het nummer staan, Amsterdam heeft het merendeel van haar bruggen genummerd. In 2013 werd een parkje op het voormalige terrein van 't Kalfje toegankelijk gemaakt door de aanleg van twee houten voetbruggen, brug 2167 en brug 2168. 

## Openbaar vervoer
Vanaf 1 mei 1915 tot 5 juni 1925 en van 1 februari 1941 tot 17 september 1944 (vanwege brandstofschaarste ter vervanging van buslijn H) was aan het westelijke einde van de Kalfjeslaan, nog voorbij de Amstelveenseweg / Amsterdamseweg, de Halte Kalfjeslaan, een stopplaats in gebruik aan de spoorlijn Aalsmeer - Amsterdam Willemspark. Het gebouwtje is een gemeentelijk monument binnen Amstelveen, maar heeft het adres Nieuwe Kalfjeslaan. De Electrische Museumtramlijn Amsterdam heeft hier sinds 1981 een (eind-)halte Kalfjeslaan, doch die ligt ten noorden van het stationsgebouwtje. In 1983 is de tram langs het haltegebouw verder gaan rijden richting Amstelveen.
Vanaf Het Kleine Kalf vaart in de zomer een voet- en fietsveer "de Smient" over de Amstel.

## De Kalfjeslaan in de literatuur
Aan de kalfjeslaan wijdde de dichter Kees Stip (1913-2001), onder pseudoniem Trijntje Fop, een kort gedicht.
Op een kalf
Een kalf sprak in de Kalfjeslaan:
“Ik wil niet op mijn kalfsborst slaan,
maar wat voor Churchill, Roosevelt,
voor Stalin en Apollo geldt,
dat geldt voor mij a fortiori.
Want geen dier groten der historie
was op mijn leeftijd zo beroemd
dat er een laan naar is genoemd."

## Afbeeldingen

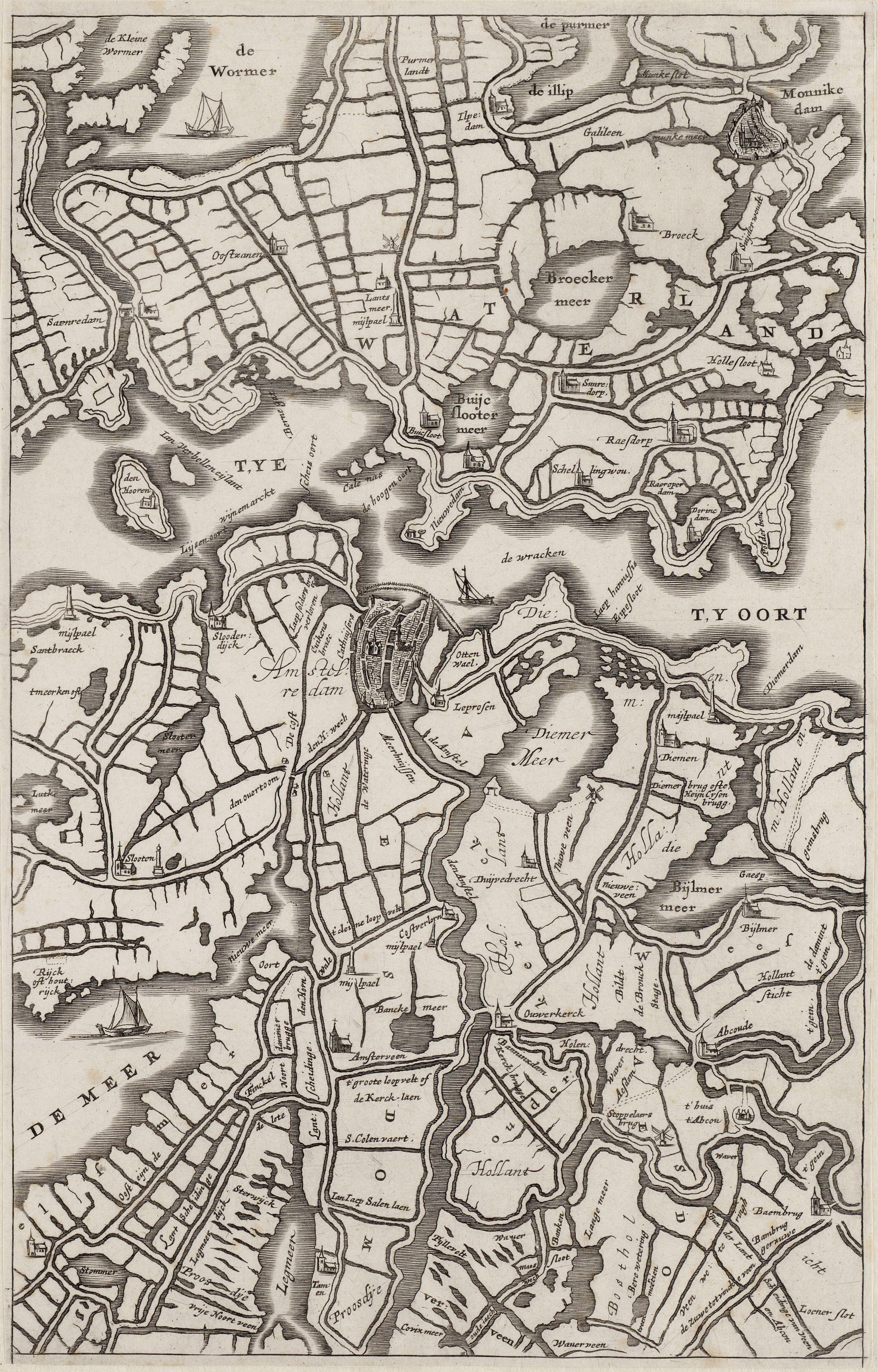
Kaart van Joost Jansz. Beeldsnijder; 1571
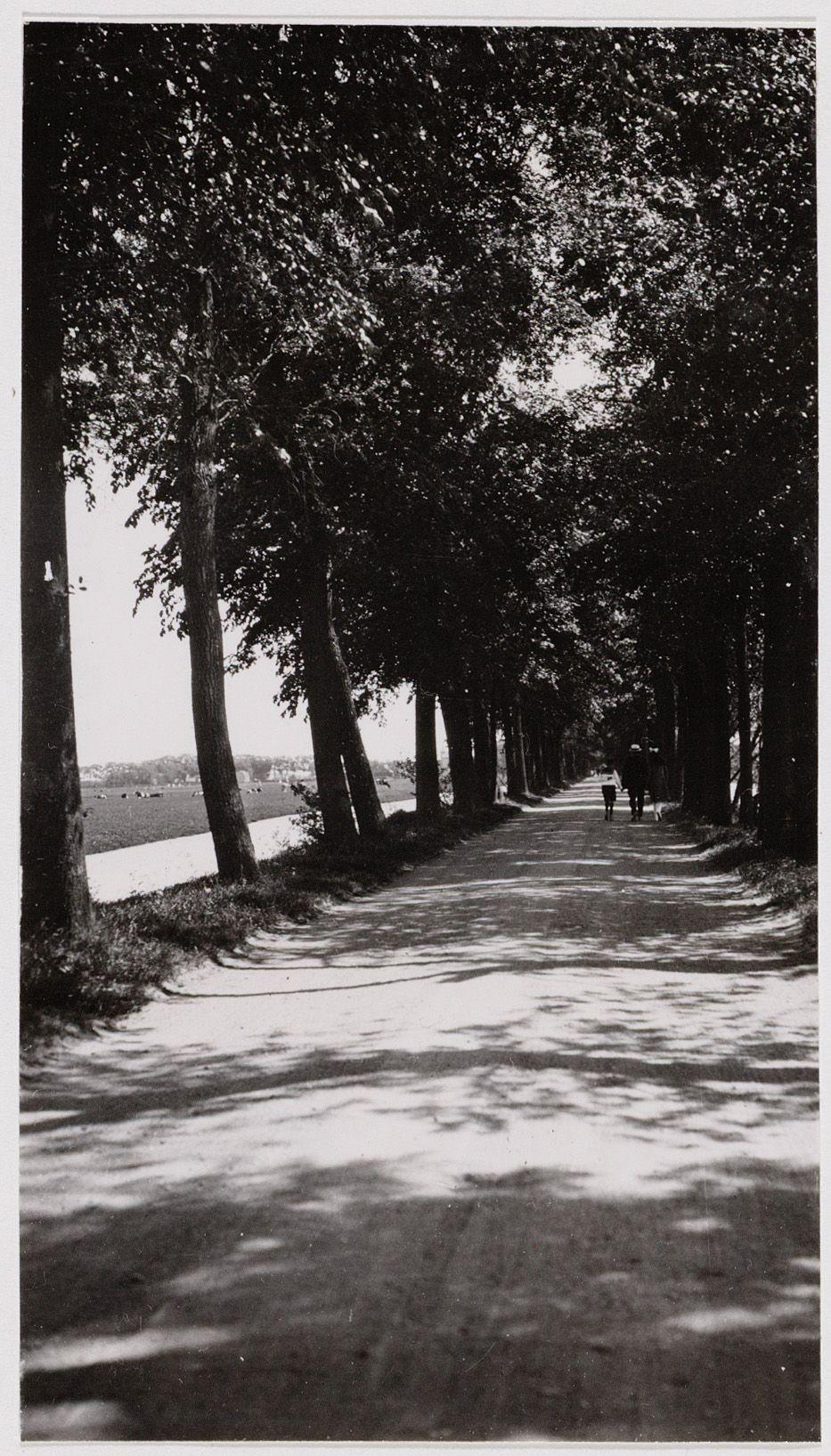
De Kalfjeslaan in 1922
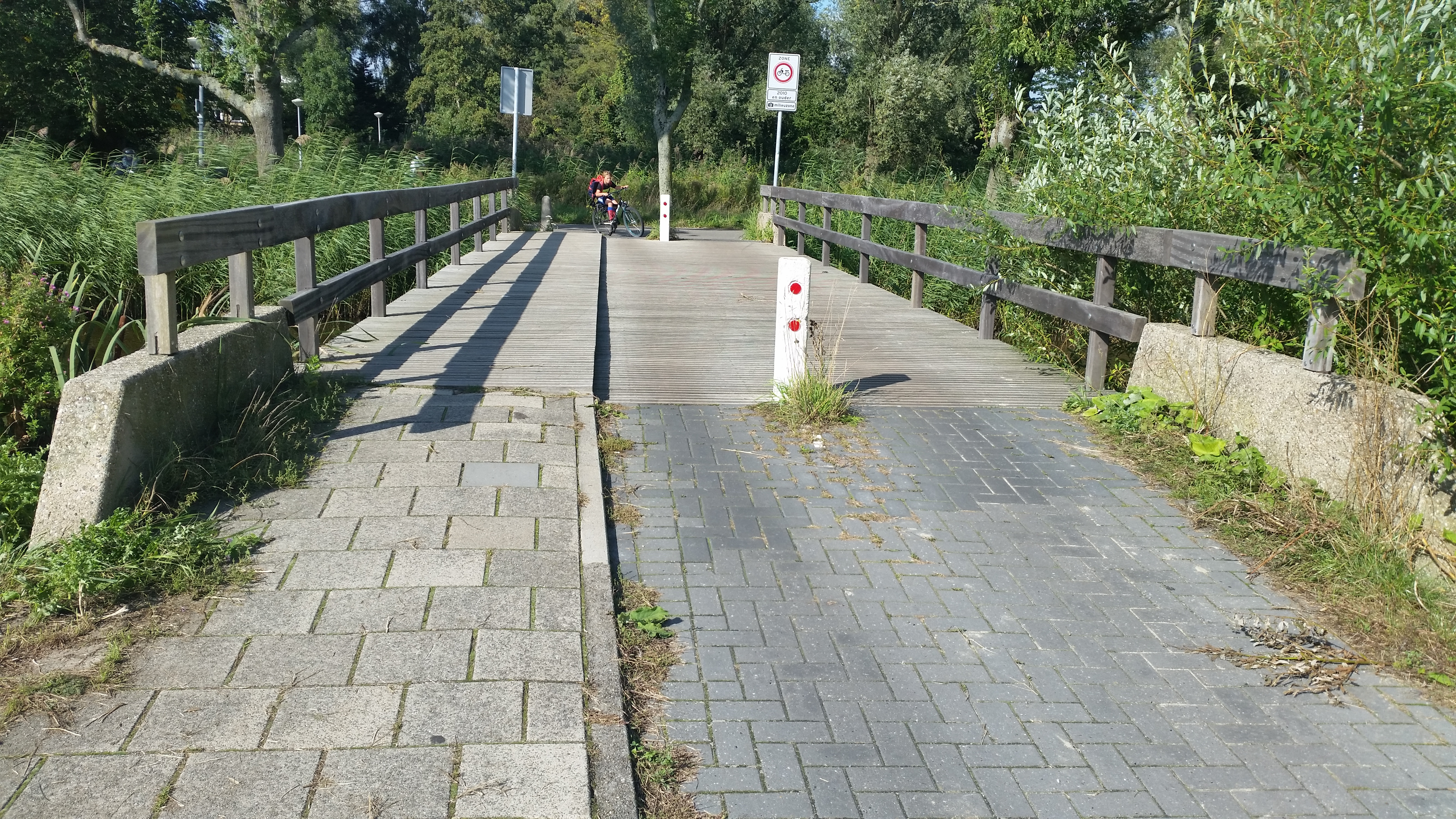
Brug 38P (september 2019)
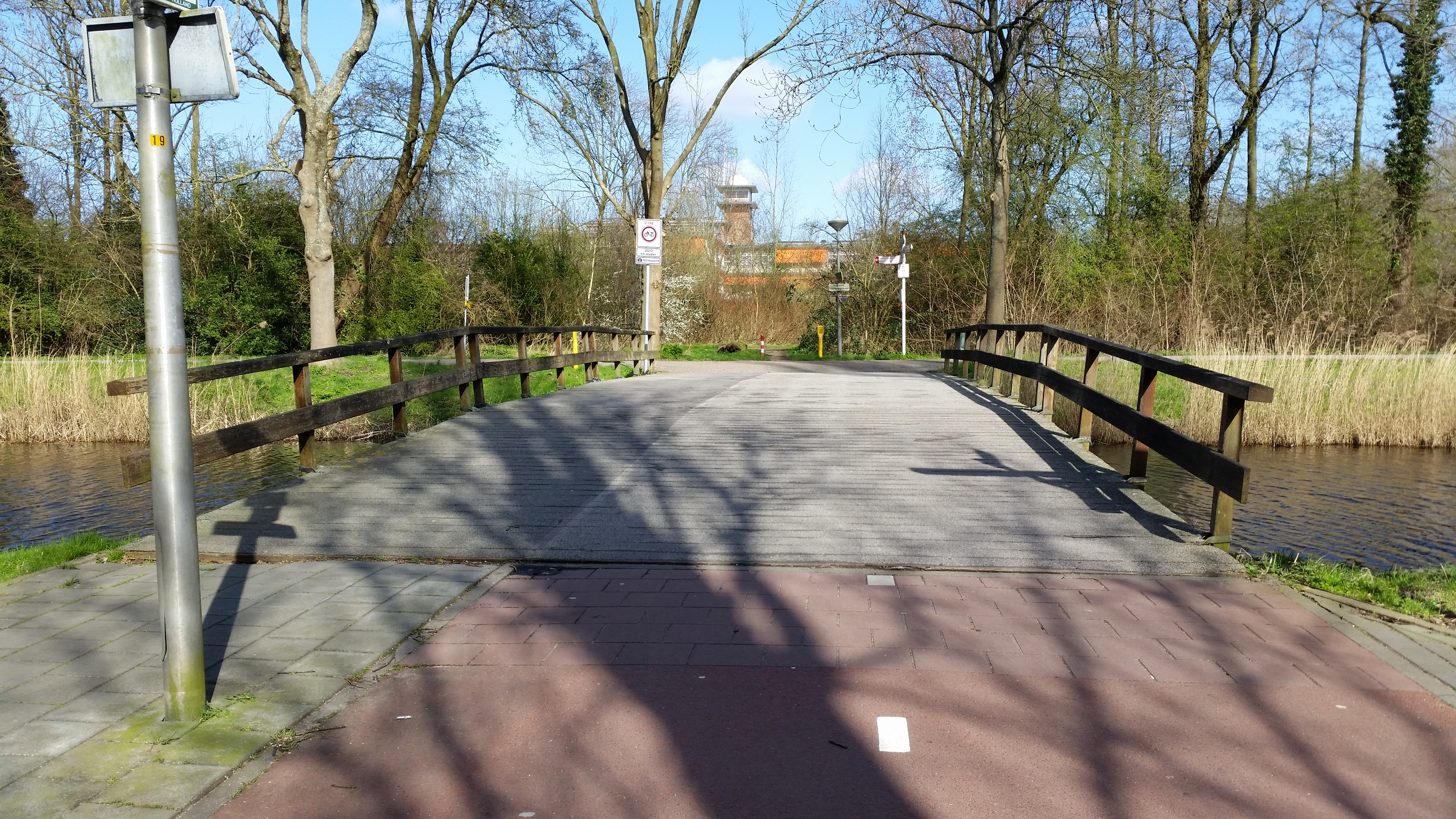
Brug 1812 naar Bos en Vaart (maart 2020)
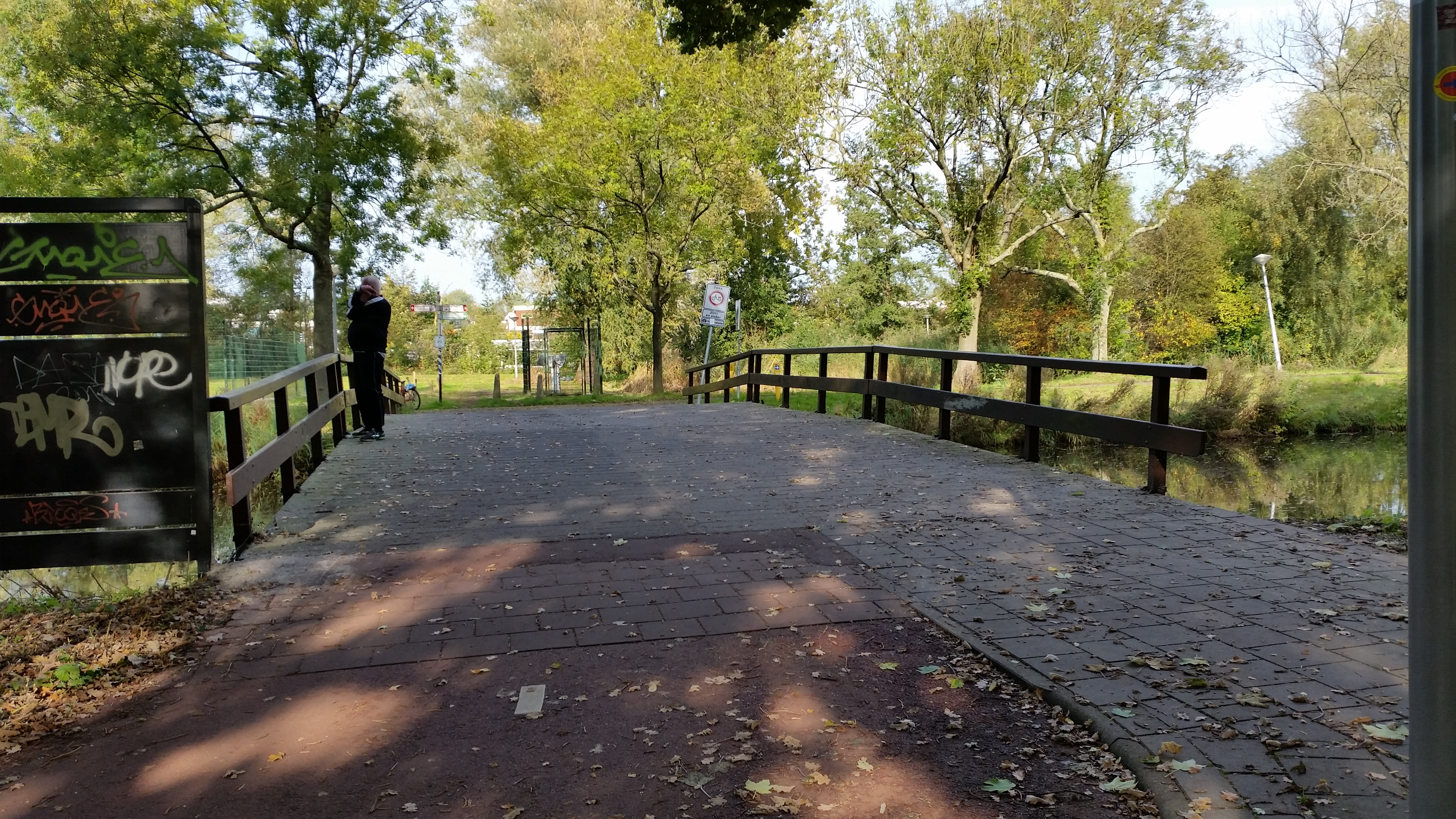
Brug 1813 vanaf Uilenstede (september 2019)
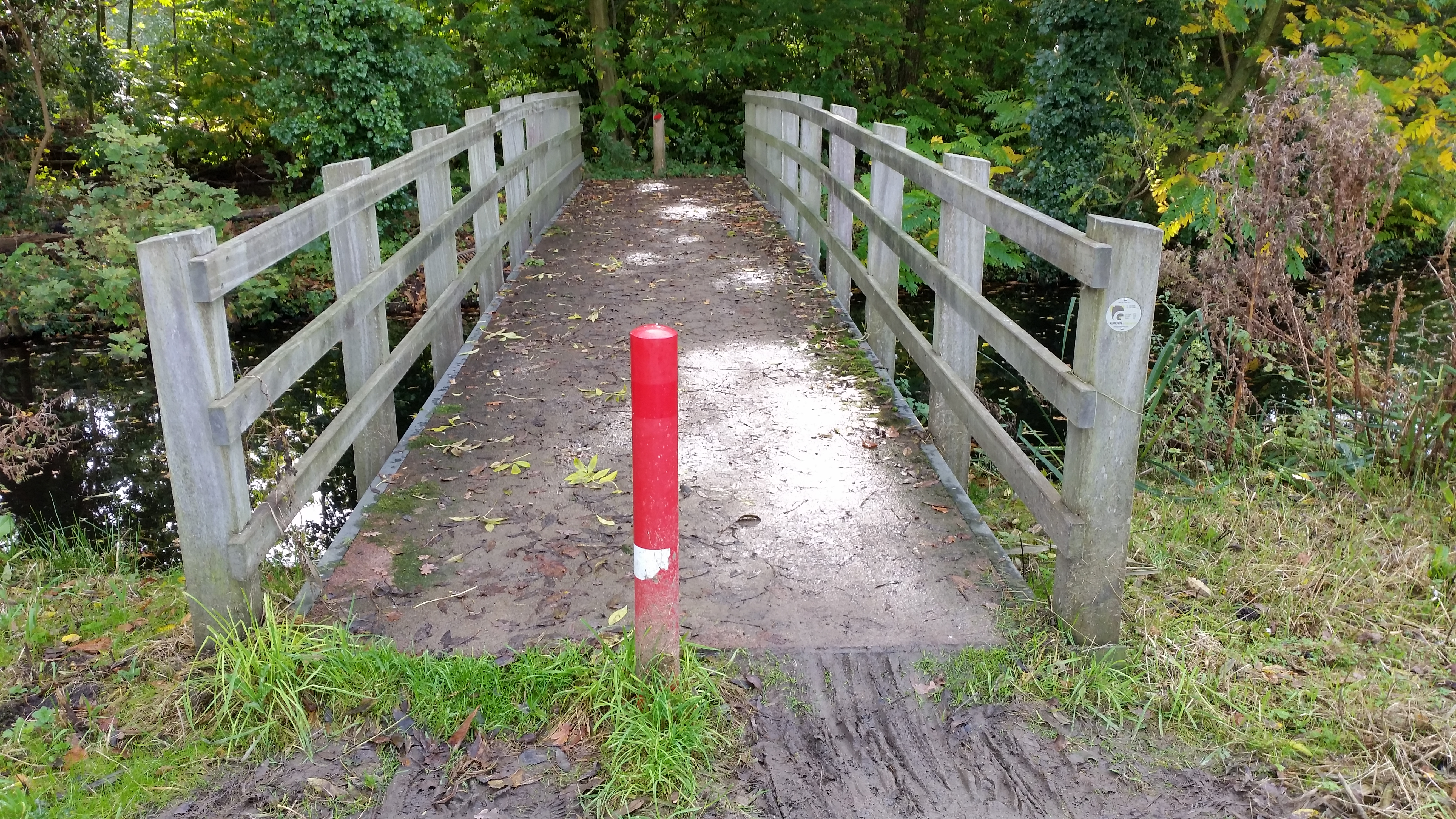
Brug 2167 (oktober 2019)
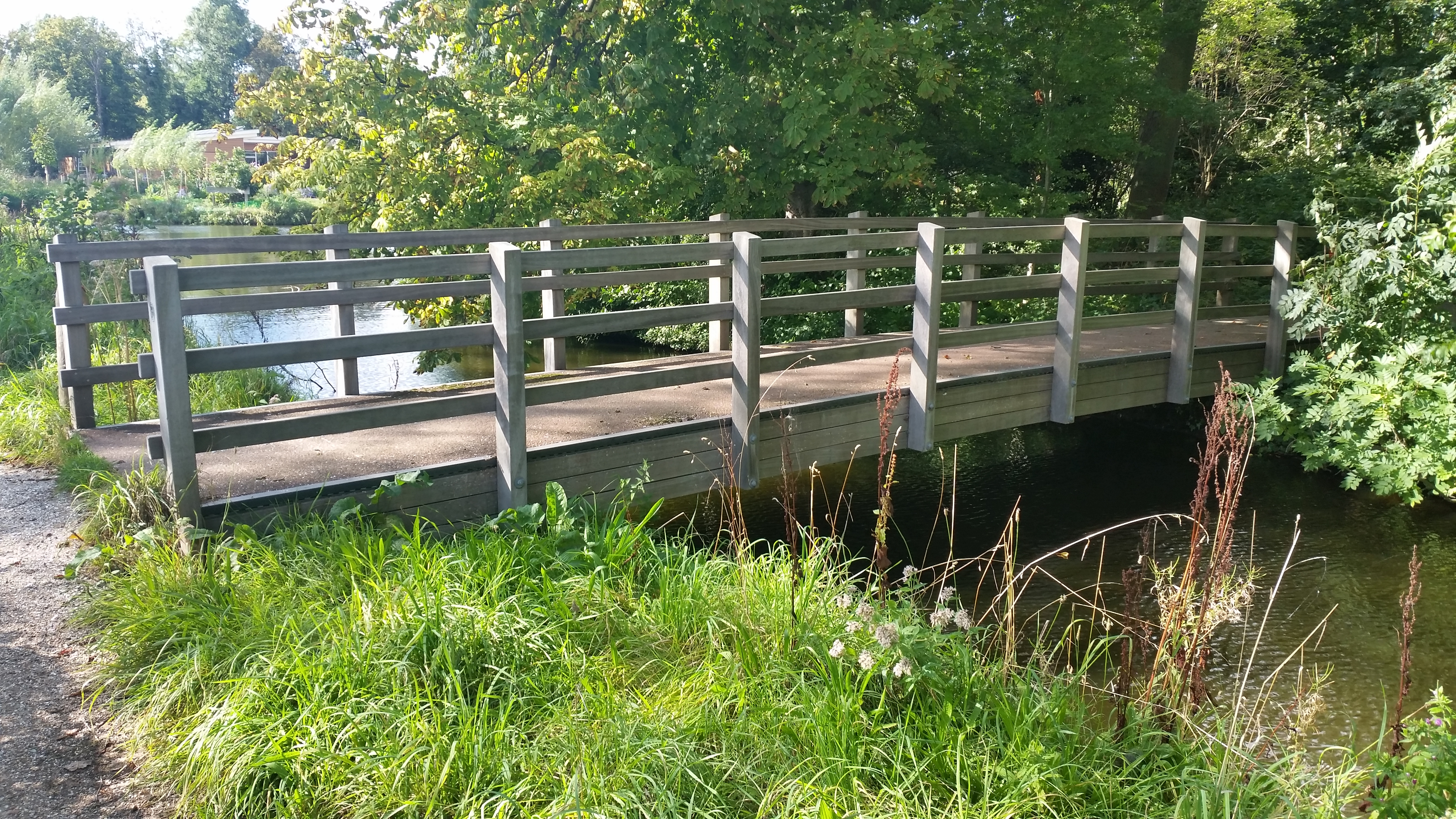
Brug 2168 (september 2019)
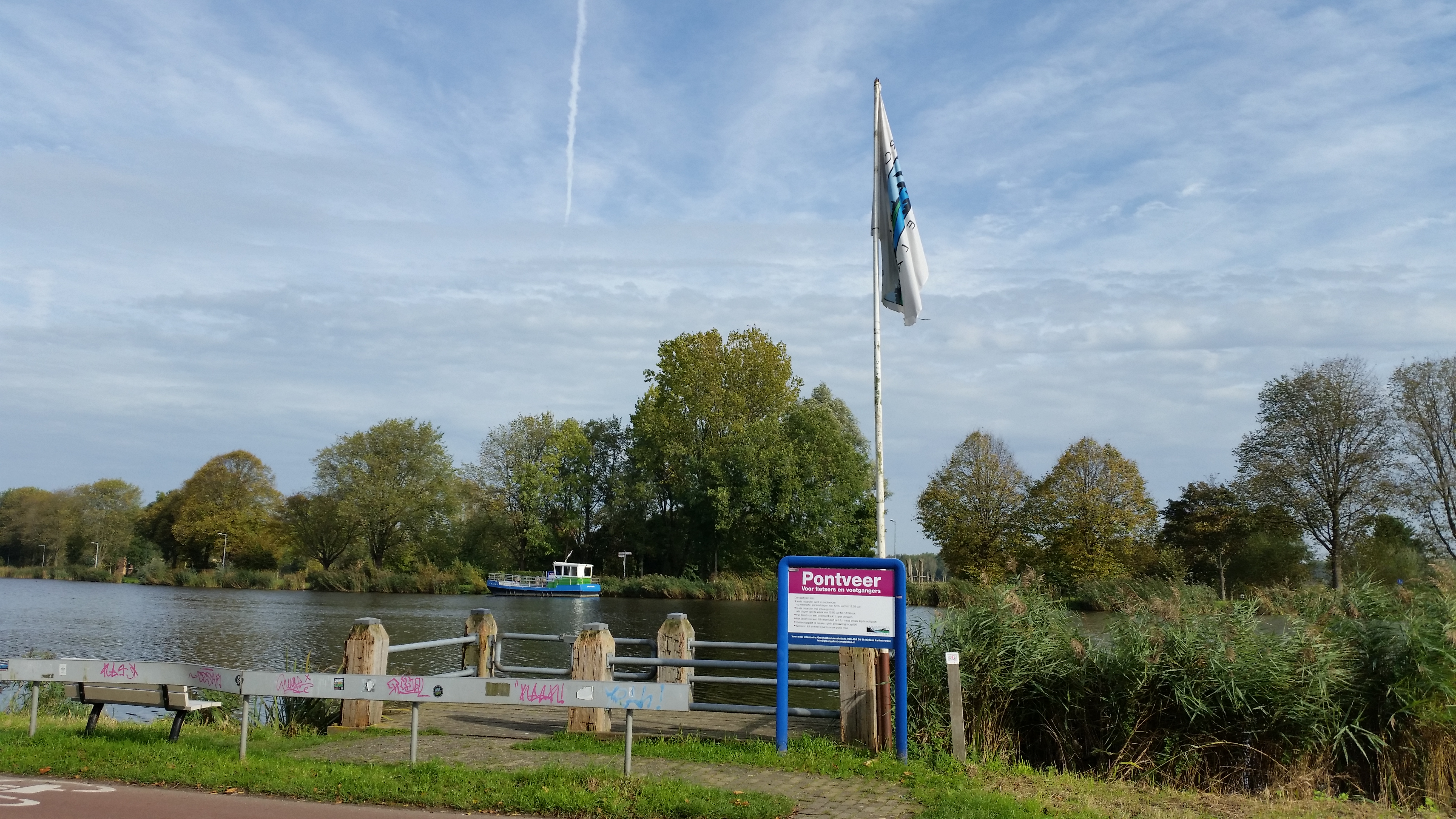
Veer Kalfjeslaan (oktober 2019)